# کوسه هفت‌آبششی پهن‌بینی
کوسه هفت‌آبششی پهن‌بینی (نام علمی: Notorynchus cepedianus) نام یک گونه از راسته شش‌کمان‌سانان است.